# Austridotea annectens
Austridotea annectens is een pissebed uit de familie Idoteidae. De wetenschappelijke naam van de soort is voor het eerst geldig gepubliceerd in 1937 door Nicholls.